# Scharnhorst (Baixa Saxônia)
Scharnhorst é um município da Alemanha localizado no distrito de Celle, estado de Baixa Saxônia.
Pertence ao Samtgemeinde de Eschede.